# San Nicolás (Chile)
San Nicolás es un pueblo y capital de la comuna de San Nicolás, ubicada en la Provincia de Punilla, en la Región de Ñuble, Chile.
San Nicolás se encuentra a 24 km al noroeste de Chillán y a 407 km al sur de Santiago. Fue fundado el 6 de diciembre de 1880, a orillas del Río Changaral.

## Historia

### Antecedentes
El 20 de abril de 1550 Pedro de Valdivia encomendó a Juan Valiente a convertir en su servidumbre, y enseñar la religión cristiana al Cacique Gabipillanga y a toda la población indígena que se encontrara entre los ríos Maule y Ñuble.
Entre 1650-1660 se produce el proceso de “estancia” o "chacra" y el escenario del actual San Nicolás poseía tierras fértiles que permiten la creación de empresas agrícolas y agroindustriales, lo que sumado a la instalación de la ciudad de Chillán (a 25 km del valle Quillengue) posibilitó las exportaciones sementeras y la actividad ganadera de la zona.
El primer topónimo del territorio conocido es Quillinco o Quillengüe, lo que significa “pueblo de indios”. La fuente citada por el P. Guarda confirma que los españoles denominaban “pueblos de indios” a cualquier agrupación poblacional, sin considerar jerarquía ni dimensión. Desde el Padre Rosales al Abate Molina, se puede comprobar que los indígenas del área vivían dispersos, sin construir las habitaciones juntas, sin organización de un poblado a sus viviendas. 

### sigloXIX
Se ha comprobado que la creación del pueblo de San Nicolás se realiza a partir de los retazos del fundo Quillinco, de propiedad de doña Rosario Lantaño en los momentos de la creación de la comuna, en 1891, y de la promulgación de la ley de 1900, que fijó a Quillenco como la cabecera comunal.
En el Registro de Propiedades de San Carlos, con fecha 6 de junio de 1898, en registro Nº 308, consta la donación hecha por doña Rosario Lantaño viuda de Mieres, gratuitamente a la Ilustre Municipalidad de San Nicolás, de un retazo de terreno de su fundo “Quillinco” ubicado en la novena subdelegación, de dos hectáreas de, sur a norte, cuyos deslindes norte y poniente es el predio de la donante; al oriente el río Changaral y sur con el predio de Benigno Carrasco. De oriente a poniente el retazo donado es de tres hectáreas.
La escritura fue extendida ante el Notario don Rudecindo de la Fuente. De hecho, a partir de este trazo del fundo “Quillinco”, donado por la Sra. Rosario Lantaño, se inicia la construcción del pueblo de San Nicolás con una Municipalidad, en un sitio que no figuraba con anterioridad ni como aldea, pueblo o caserío.
El topónimo de la comuna aparece por primera vez en los registros oficiales en la ley del 2 de febrero de 1848, que crea la provincia del Ñuble como una subdelegación del departamento de San Carlos. Bajo la advocación de San Nicolás se funda la comuna el 22 de diciembre de 1891, sin embargo, la celebración de la comuna se ha establecido para el 6 de diciembre.

### sigloXX
A comienzos de la década de los años 30, muy pocos sectores del país tenían acceso a la electricidad. De acuerdo a las fuentes orales, el alumbrado público en San Nicolás consistía en apenas cuatro faroles de parafina, conocidos como "chonchones", que iluminaban la plaza del pueblo y eran mantenidos por la municipalidad. En 1948, se introdujo un sistema de electricidad a pequeña escala llamado Grupo Electrógeno, que funcionaba con un motor de combustión interna. Sin embargo, este sistema resultó ser poco confiable, con continuas fallas que requerían constantes reparaciones. Desde 1949 a 1954, se estuvieron tramitando acuerdos con distintas empresas hasta que se obtuvo un contrato con ENDESA para construir la red de alumbrado de San Nicolás, lo que incluyó un préstamo de un millón y medio de pesos.

## Demografía

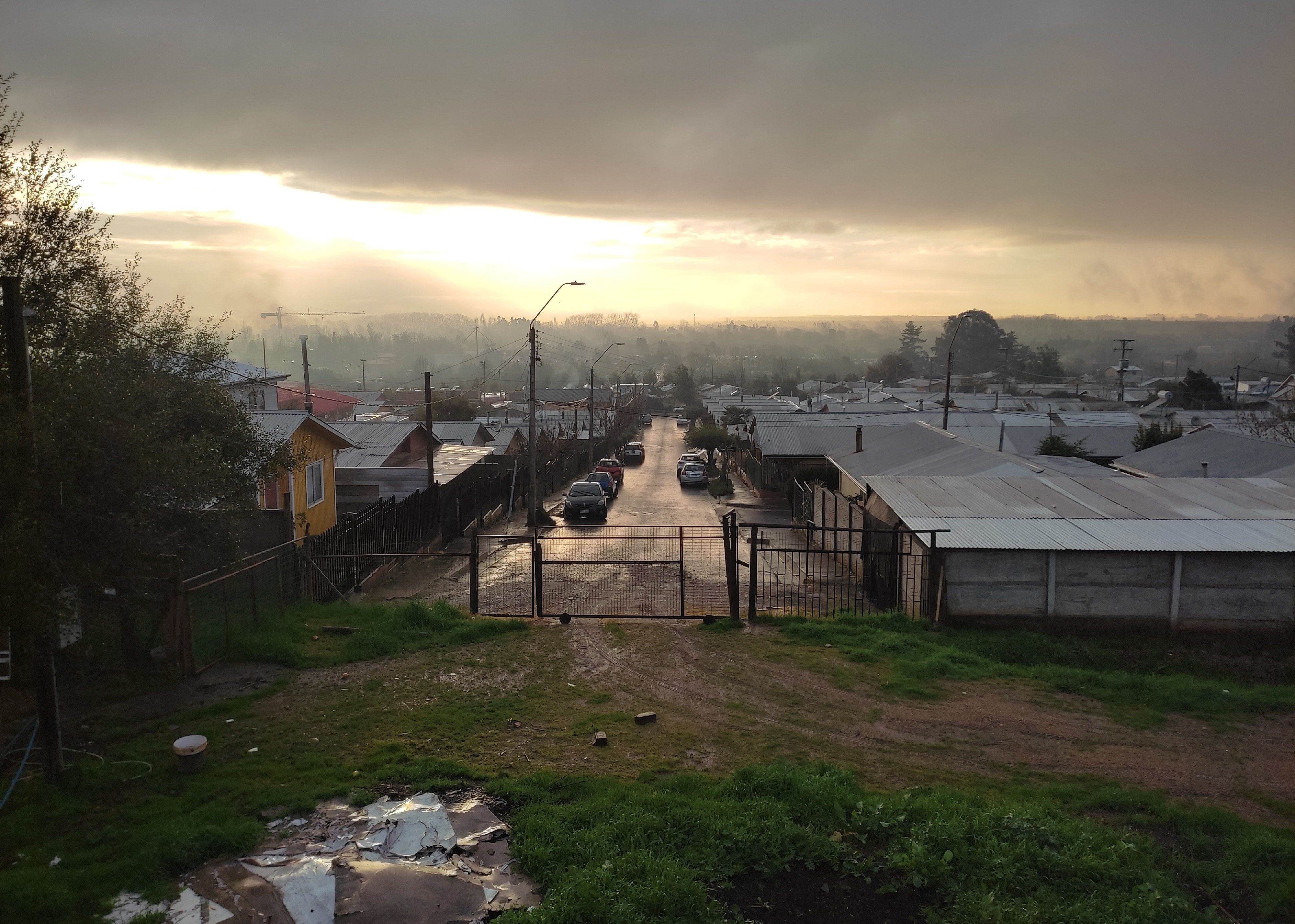
Gran parte de la capital de la comuna vive cerca de la plaza del centro o del liceo.

La localidad de San Nicolás poseía una población de 2.843 habitantes según el Censo de 2017, de ellos 1.347 eran hombres y 1.496 eran mujeres. La densidad poblacional en la ciudad en 2017 era de 2.090,4 por kilómetro cuadrado. El índice de masculinidad para la ciudad de San Nicolás en el año 2017 fue de 90,0 (lo que corresponde al número de hombres por cada 100 mujeres), cifra inferior al promedio nacional de 95,9.

## Administración

### Municipalidad
La Municipalidad de San Nicolás para el periodo 2021-2024 es dirigida por el alcalde Víctor Hugo Rice Sánchez (Renovación Nacional - Chile Vamos) y el concejo municipal conformado por los concejales:
- Catalina Alejandra Guzmán Simpfendorfer (IND - Chile Vamos Renovación Nacional - IND)
- Doclisiano Antonio Palavicino Fuentes (Renovación Nacional)
- Nicolás Augusto Olave Álvarez (Unión Demócrata Independiente)
- Rafael González Navarrete (IND - Unidad Por el Apruebo PS PPD e IND)
- Patricio Alejandro Avendaño Medina (IND - Unidos Por la Dignidad)
- Julio Armando Canales Toro (Partido Demócrata Cristiano)

### Representación parlamentaria
San Nicolás forma parte de la Circunscripción Senatorial XVI y del Distrito Electoral 19. Es representada en la Cámara de Diputados del Congreso Nacional por los siguientes diputados:
- Cristóbal Martínez Ramírez (Unión Demócrata Independiente)
- Marta Pilar Bravo Salinas (Unión Demócrata Independiente)
- Frank Carlos Sauerbaum Muñoz (Renovación Nacional)
- Felipe Camaño Cárdenas (IND - PDC)
- Sara Concha Smith (Partido Conservador Cristiano)

En el Senado, la representan:
- Gustavo Sanhueza Dueñas (Unión Demócrata Independiente)
- Loreto Carvajal Ambiado (Partido Por la Democracia)

## Economía
En 2018, la cantidad de empresas registradas en San Nicolás fue de 175. El Índice de Complejidad Económica (ECI) en el mismo año fue de -0,71, mientras que las actividades económicas con mayor índice de Ventaja Comparativa Revelada (RCA) fueron Cultivo Órganico de Hortalizas (188,68), Producción de Semillas de Cereales, Legumbres y Oleaginosas (182,09) y Mayorista de Frutas y Verduras (66,25).

## Servicios
La localidad cuenta con los servicios básicos dados por el municipio local, cuenta con servicio telefónico, Internet, correos, Farmacia, carabineros y además presta servicio en la comuna dos compañías de bomberos ubicadas en la ciudad de San Nicolás la Primera Compañía y en el sector Puente Ñuble la Segunda Compañía, integrando el Cuerpo de Bomberos de San Nicolás fundado el 6 de mayo de 1983.

### Educación
San Nicolás cuenta con dos establecimientos educacionales. La escuela básica "Sergio Martín Álamos" se creó tras la escisión del Liceo C-93 San Nicolás, y fue reconocida oficialmente en 2004. El nombre fue elegido en honor a quien donó los terrenos del colegio y parte del pueblo. En 2015, un incendio destruyó gran parte de la escuela, afectando su funcionamiento.
El segundo establecimiento, el "Liceo Bicentenario de Excelencia Académica Polivalente San Nicolás", fue uno de los primeros 25 liceos de excelencia en Chile en 2010 y es uno de los 23 colegios bicentenarios en la Región de Ñuble. Ofrece carreras técnicas y programas científico-humanistas, con laboratorios de idiomas y profesores extranjeros. En 2018, ambos establecimientos se fusionaron.
San Nicolás también cuenta con la biblioteca pública municipal "Rosario Lantaño Pedro Bueno", fundada en 1978, con cerca de 6000 libros y Internet gratuito a través de Biblioredes.

## Medios de comunicación

### Radioemisoras
FM
- 97.5 MHz - Radio Interactiva
- 107.3 MHz - Radio Club Deportivo Chacay
- 107.7 MHz - Radio la "Voz de lo Alto"

### Televisión
- Liceo TV canal 28 sólo en San Nicolás y sus alrededores.
- San Nicolás TV canal 51 de televisión abierta digital.

### Portales informativos
- Informante San Nicolás.cl, página de noticias en la web